# Mendeley
Mendeley — бесплатная программа для управления библиографической информацией, позволяющая хранить и просматривать исследовательские работы в формате PDF, а также имеющая подключение к международной социальной сети учёных. Для получения доступа к использованию программы требуется учётная запись на сайте социальной сети. Базовый пакет Mendeley распространяется как freeware, однако существуют платные версии с увеличенными квотами на хранение материалов и создание групп.

## История
Проект Mendeley был основан в ноябре 2007 года в Лондоне. Первая версия программы вышла в августе 2008 года. Разработчиками программы являются научные сотрудники разных вузов. К инвесторам этого стартапа относятся бывший руководитель Last.fm, бывшие разработчики Skype, сотрудники Warner Music Group, а также учёные из Кембриджа и университета Джонса Хопкинса.
Mendeley получила награды European Start-up of the Year 2009 от сайта plugg.eu, а также Best Social Innovation Which Benefits Society 2009 от сайта TechCrunch.
Компания Elsevier приобрела Mendeley в 2013 году. Продажа вызвала значительный резонанс в научных кругах и в средствах массовой информации: прежде всего, высказывались опасения в сохранении открытой модели обмена, так как гигантский научный издательский дом Elsevier заинтересован в продолжении практики ограничения доступа к публикациям.

## Возможности
Возможности программы:
- Автоматизированное извлечение метаданных из документов PDF.
- Синхронизация с учётной записью.
- Встроенный просмотрщик PDF с возможностью текстовых пометок (аннотаций).
- Поиск по всей библиотеке (по названию документа, имени автора или собственным ключевым словам).
- Автоматическое управление PDF-файлами (переименование согласно заданной схеме, мониторинг папок — англ. watch folder).
- Поиск недостающей метаинформации через Google Scholar.
- Экспорт частей библиотеки в формате BibTeX.
- Извлечение сносок из раздела ссылок («References»).
- Использование тегов для категоризации документов.

Возможности социальной сети:
- Статистика просмотра документов.
- 2 ГБ серверного пространства для хранения документов.
- Создание профиля с указанием интересов и прочей личной информации.
- Букмарклет для автоматического импортирования документа в библиотеку из сайтов CiteSeer, CiteULike, Google Scholar, arXiv.org, PubMed и многих других.